# Buda-Kašaljoŭský rajón
Buda-Kašaljovský rajón (bělorusky Буда-Кашалёўскі раён, ukrajinsky Буда-Кошельовський район, rusky Буда-Кошелёвский район) je územně-správní jednotkou na severovýchodě Homelské oblasti v Bělorusku.
Administrativním centrem rajónu je město Buda-Kašaljova (bělorusky Буда-Кашалёва, rusky Буда-Кошелёво).

## Geografie
Rozloha rajónu je necelých 1 595 km². Na severozápadě hraničí s Ragačoŭským rajónem, na severovýchodě s Čačerským rajónem, na západě se Žlobinským rajónem, na jihu s Rečyckým rajónem a Homelským rajónem a na východě s Vetkaŭským rajónem.
Hlavními řekami jsou Dněpr a Uza. Na území rajónu se nachází Buda-Kašaljovská biologická rezervace.

## Historie
Do roku 1861 byla obec Buda-Kašaljova součástí Košelevské farnosti Rahačoŭského újezdu. Rajón se svým současným názvem byl založen 17. července 1924.

## Demografie
Podle sčítání lidu z roku 2009 žije v rajónu 35 738 obyvatel, etnické složení bylo následovné: Bělorusové — 94.5%, Rusové — 3.8%, Ukrajinci — 1% a ostatní — 0.7%.

## Administrativní dělení
Celkem je v rajónu 244 osad. Rajón je rozdělen na 14 selsovětů (Akcjabarský, Hubický, Husjavický, Kamunaraŭský, Kašeljoŭský, Kryŭský, Lipinický, Marozavický, Mikalajeŭský, Patapaŭský, Rahinský, Uzoŭský, Čabotavický a Šyrokaŭský selsovět) a 1 obecní zastupitelstvo: Ŭvaravické.

## Památky
Pamětní celek v centru města Buda-Kašaljova.
Asi 200 vojáků a důstojníků, kteří padli v bojích za osvobození Buda-Košelevského rajónu, je pohřbeno v masovém hrobě v centru rajónního města. Samostatné hroby i hromadný hrob je součástí pamětního celku. Zde probíhají všechny rajónní patriotistické události.

## Známé osobnosti

### Rajónní rodáci
- Pavěl Stěpanovič Molčanov (1902—1977) – filmový a divadelní herec, národní umělec SSSR (1948).

- Nikolaj Čerňavskij (* 1943) – běloruský spisovatel.